# Serkan Inan

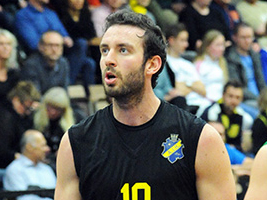
Serkan Inan (2015)

Serkan Inan (* 5. November 1986 in Sundbyberg, Schweden) ist ein schwedischer Basketballspieler. Er spielt bei Allmänna Idrottsklubben (AIK) in der zweithöchsten schwedischen Liga. Zuvor hat er für mehrere Teams in der türkischen Basketballliga gespielt.

## Leben
Serkan Inan begann seine sportliche Laufbahn bei den Solna Vikings im Jahre 2003. Er spielte zwei Spielzeiten für den Club. Für die Saison 2005/2006 unterzeichnete Inan dann einen Vertrag mit Fenerbahçe. Er spielte zwei Saisons für den Club und verließ ihn in der Saison 2008/2009 mit Kepez Belediyesi Richtung Antalya Büyükşehir Belediyesi (BB). Ab dem Juli 2009 wurde Inan für den Club eingesetzt und verbrachte dort die Saison 2009/2010. Am 1. Dezember unterschrieb er dann einen Vertrag bei Oyak Renault in Bursa. Ab dem Jahre 2011 begann seine internationale Profikarriere. Er kehrte zum schwedischen Verein Solna Vikings zurück. Ab dem 17. August 2013 spielt er nun beim schwedischen Verein Stockholm Eagles.
Ikan gehörte dem Kader der schwedischen Basketballnationalmannschaft an. Er debütierte am 1. August 2006 im Spiel gegen Dänemark. Bis 2010 bestritt er 58 Spiele fürs schwedische Nationalteam, in denen er 122 Punkte erzielte. Hinzu kamen insgesamt 31 Einsätze für die U 16-, U 18- und U-20-Nationalmannschaften Schwedens.

## Persönliches
Sein Bruder Erkan ist professioneller Basketballspieler. Sie haben in der Saison 2003–2004 gemeinsam bei Solna Vikings gespielt.